# Wonosigro
Wonosigro is een bestuurslaag in het regentschap Kebumen van de provincie Midden-Java, Indonesië. Wonosigro telt 1759 inwoners (volkstelling 2010).